# Gastroenterology
Gastroenterology, ist eine wissenschaftliche Fachzeitschrift, die vom Elsevier-Verlag im Auftrag der American Gastroenterological Association veröffentlicht wird. Die erste Ausgabe erschien 1943. Derzeit erscheint die Zeitschrift mit 13 Ausgaben im Jahr. Es werden Original- und Übersichtsarbeiten aus allen Bereichen der Gastroenterologie veröffentlicht.
Der Impact Factor lag im Jahr 2014 bei 16,716. Nach der Statistik des Web of Science wird das Journal mit diesem Impact Factor in der Kategorie Gastroenterologie und Hepatologie an erster Stelle von 76 Zeitschriften geführt.
Chefherausgeber ist M. Bishr Omary (University of Michigan, Vereinigte Staaten von Amerika).